# Carex physocarpoides
Carex physocarpoides är en halvgräsart som beskrevs av Ernest Lepage. Carex physocarpoides ingår i släktet starrar, och familjen halvgräs. Inga underarter finns listade i Catalogue of Life.